# Mystkowice
Mystkowice [pronunciación en polaco: /mɨstkɔˈvit͡sɛ/] es un pueblo ubicada en el distrito administrativo de Gmina Łowicz, dentro del condado de Łowicz, Voivodato de Łódź, en el centro de Polonia. Se encuentra a unos 11 kilómetros al oeste de Łowicz y a 42 kilómetros al noreste de la capital regional Łódź.